# GP18型柴油机车
GP18型柴油机车是美国通用汽车易安迪公司（GM-EMD）在1959年推出的一款柴油机车，属于易安迪公司的“GP”系列四轴干线调车机车，主要竞争对象是美国机车公司的RS-36型柴油机车。
在1950年代末的美国铁路，干线柴油机车已经出现了提高单机功率的发展趋势，易安迪公司为了保持自己在市场上的竞争力，于1958年推出采用涡轮增压的16-567D3型柴油机（2,400马力）和16-567D2型柴油机（2,000马力），其中前者被装用于六轴的SD24型柴油机车，而后者则装用于四轴的GP20型柴油机车，功率比以往采用机械增压的GP9、SD9型柴油机车大幅提高。随后，易安迪公司为了给予铁路公司更多的选择，又推出采用机械增压的SD18、GP18型柴油机车。实际上，SD18型柴油机车就是SD24型柴油机车的机械增压版，而GP18型柴油机车则是GP20型柴油机车的机械增压版。
1959年12月至1963年11月间，易安迪共制造了405台GP18型柴油机车，其中美国本土的铁路公司订购了350台机车，主要用户包括密苏里太平洋铁路、诺福克和西方铁路、伊利诺伊中央铁路、诺福克南方铁路、芝加哥、岩島和太平洋鐵路、大干线西方铁路、纽约、芝加哥和圣路易斯铁路、海岸快线铁路等。国外用户则包括墨西哥國家鐵路、巴西阿拉拉夸拉铁路、南方秘鲁铜业和沙特国营铁路。
GP18型柴油机车是干线货运用的四轴柴油机车，采用单司机室、底架承载结构、双侧外走廊的罩式车体，车体上部自前向后由电气室、司机室、动力室、冷却室四部分组成，其中电气室一端称为短罩端，动力室和冷却室一端称为长罩端，而短罩端的高度比长罩端低，使司机室的瞭望视野大为改善，铁路公司亦可选择传统的全高度罩式车体。机车走行部为两台布贝格B型二轴转向架。动力装置为一台16气缸、二冲程、涡轮增压的16-567D1型柴油机。传动系统采用直—直流电传动，柴油机直接驱动一台D22型直流发电机，发出的直流电供给四台D47型直流牵引电动机。牵引电动机采用轴悬式驱动方式，牵引齿轮传动比为4.13（62：15）。